# Rodney James Clifton
Rodney James Clifton (Orchard, Nebraska, 10 de julho de 1937) é um engenheiro norte-americano, galardoado com a Medalha Timoshenko em 2000.